# 러시아-인도 관계
인도는 1947년 인도가 독립한 이후 러시아 (구 소련)와 긴밀한 양자 관계를 유지해 왔다. 냉전 기간 동안 인도와 소련은 강력하고 전략적인 관계를 형성했으며, 이러한 외교적 통일성은 양국의 공통된 군사적 이상과 전반적인 경제 정책으로 더욱 강화되었다. 소련 붕괴 후 러시아는 인도와 동일한 긴밀한 관계를 유지했으며, 국제적인 측면에서 양국은 특별한 관계를 공유하고 있다. 러시아와 인도는 상호 친밀감을 "특별하고 특권적인 전략적 동반자"로 간주한다. 양국 정부는 양국이 "극"인 다극 세계 질서의 창설을 지지한다.
전통적으로 인도-러시아 전략적 파트너십은 정치, 국방, 민간 핵 에너지, 반테러 협력, 우주 여행의 발전 및 탐사 등 다섯 가지 주요 요소를 기반으로 구축되어 왔다. 이 다섯 가지 주요 요소는 전 인도 외무장관 란잔 마타이가 러시아에서 행한 연설에서 강조되었다.
IRIGC(인도-러시아 정부 간 위원회)는 양국 간 정부 차원의 업무를 수행하는 주요 기관이다. 양국은 유엔, 브릭스, G20, SCO를 포함한 국제기구의 회원국이다.  러시아는 인도가 유엔 안전 보장 이사회 상임이사국을 맡는 것을 지지한다고 밝혔다. 또한 러시아는 인도가 창립 회원국인 옵서버 지위를 가진 SAARC에 가입하는 데 관심을 표명했다.

## 경제 관계
양국 간 경제 관계를 수행하는 양자 기구로는 IRIGC, 인도-러시아 무역 및 투자 포럼, 인도-러시아 비즈니스 협의회, 인도-러시아 무역, 투자 및 기술 촉진 협의회, 인도-러시아 CEO 협의회, 인도-러시아 상공회의소 등이 있다.
양국 정부는 미래의 양자 무역을 증대시키기 위해 여러 경제 요소를 사용하는 경제 전략을 공동으로 개발했다. 여기에는 인도와 EAEU 간의 FTA 개발, 투자 촉진 및 보호에 관한 양자 조약, IRIGC에 내장된 새로운 경제 계획 메커니즘, 통관 절차 간소화, 원자력, 석유 및 가스를 포함한 에너지 무역 확대를 위한 새로운 장기 협정 등이 포함된다. 마지막으로 석유, 가스, 러프 다이아몬드와 같은 주요 부문에서 장기 공급업체 계약을 체결한다. 로스네프트, 가스프롬, 에사르 그룹, 알로사와 같은 기업이 각각 장기 공급업체로 활동한다.
러시아와 인도는 은행 부문에서 성공적으로 협력하고 있다. 2010년, 러시아는 뉴델리에 스베르방크 사무소를 개설했다. 작년에 이 사무소는 자본화되었고 현재까지 사무소의 자본금은 1억 달러에 달한다. 2022년, 러시아는 인도 규제 당국으로부터 뭄바이에 두 번째 사무소를 개설할 수 있는 허가를 받았다. 2022년 8월 2일, 인도 주재 러시아 대사는 인도 측이 러시아 시장, 특히 인도 의약품, 가죽 제품, 섬유 및 농산물에 대한 진출에 관심을 표명했다. 두 나라는 2023년에 이 프로젝트를 시행할 계획이다.
양국은 2025년까지 300억 달러의 투자 목표를 설정했다. 인도와 러시아는 2018년까지 목표를 달성했기 때문에 이 수치를 500억 달러로 늘릴 것으로 예상하고 있다. 인도는 또한 러시아 기업을 위한 경제특구를 설정할 것을 제안했다.

### 양자 무역

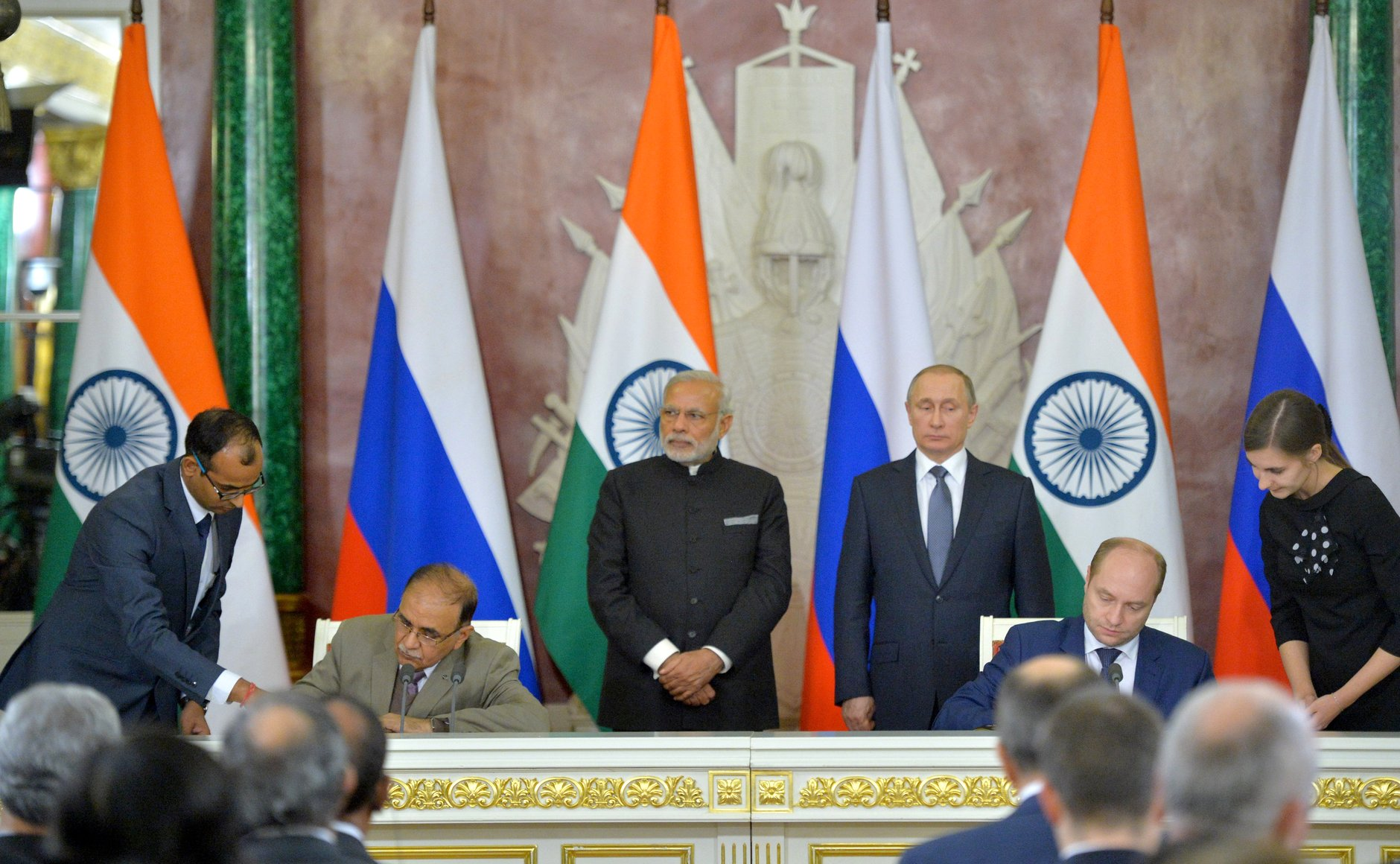
2015년 모스크바에서 열린 인도-러시아 정상회담에서 인도-러시아 문서 서명

양국 간의 양자 무역은 주요 가치 사슬 부문에 집중되어 있다. 이러한 부문에는 기계, 전자, 항공우주, 자동차, 상업 운송, 화학, 의약품, 비료, 의류, 귀금속, 산업 금속, 석유 제품, 석탄, 고급 차 및 커피 제품과 같이 고도로 다각화된 부문이 포함된다.
2002년 양국 간 교역은 15억 달러로, 2012년 110억 달러로 7배 이상 증가했으며, 2022년 영향 이후 불과 5개월 만에 러시아와 인도 간 교역은 182억 2,900만 달러로 사상 최대 성장을 기록했다. 이에 비해 작년에는 131억 2,400만 달러, 그 전 해에는 팬데믹 기간 동안 81억 4,100만 달러에 달했다. 이제 러시아는 지난해 25위였던 인도의 7번째로 큰 무역 파트너가 되었다. 인도 전체 무역량에서 러시아가 차지하는 비중은 2021~2022년 1.27%에 비해 3.54%로 증가했으며, 이러한 추세가 강해지면서 양국 정부는 2025년까지 양국 간 자금 목표를 300억 달러 이상으로 설정했다.

## 과학적 관계

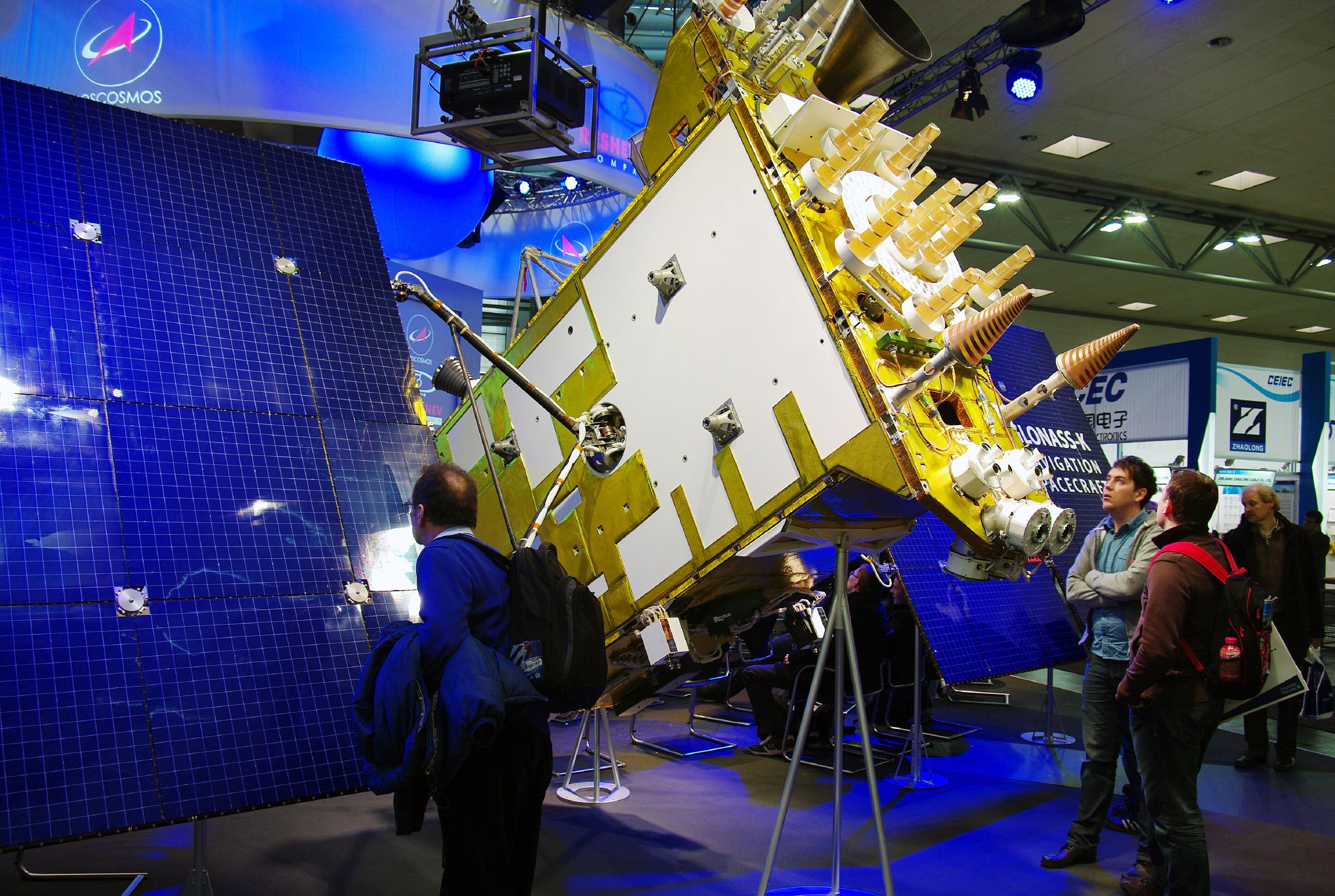
인도와 러시아는 모두 GLONASS의 협력 및 사용을 위한 협정에 서명했다.

통합 장기 협력 프로그램(ILTP)에 따른 과학 및 기술 분야의 지속적인 협력은 인도와 러시아를 위한 이 분야에서 가장 큰 협력 프로그램이다. ILTP는 인도 측에서는 과학기술부가, 러시아 측에서는 과학아카데미, 과학교육부, 산업통상부가 협력한다. SARAS 듀엣 항공기, 반도체 제품, 슈퍼 컴퓨터, 폴리 백신, 레이저 과학기술, 지진학, 고순도 소재, 소프트웨어 및 IT, 아유르베다의 개발은 ILTP의 협력 우선 분야 중 일부였다. 이 프로그램에 따라 8개의 인도-러시아 공동 센터가 공동 연구 개발 작업에 집중하기 위해 설립되었다. 인도에는 두 개의 다른 비철금속 및 가속기 및 레이저 공동 센터가 설립되고 있다. 시장에 첨단 기술을 도입하기 위한 공동 기술 센터도 운영 중이다. 2007년 10월 11일부터 12일까지 모스크바에서 열린 ILTP 공동 협의회에서 협력을 검토하고 추가 방향을 제시했다. 2007년 8월, 과학기술부와 모스크바의 러시아 기초 연구 재단 간에 과학 협력을 추진하기 위한 양해각서(MOU)가 체결되었다.
2010년 6월, 공동 과학기술 연구 결과의 상업화 형태를 찾기 위해 효과적인 혁신적 상호작용 구조로 모스크바에 러시아-인도 과학기술센터(RI STC)가 설립되었다. 2012년 4월, RI STC 델리 지부의 공식 개소식이 열렸다.